# Akademski muški zbor Fakulteta elektrotehnike i računarstva
Akademski muški zbor Fakulteta elektrotehnike i računarstva je pjevački zbor osnovan 11. siječnja 2016. godine u Zagrebu na inicijativu sadašnjeg dirigenta Josipa degl' Ivellija i bivšeg dekana FER-a prof. dr. sc. Mislava Grgića, sadašnjeg prefekta Zbora. Zbor redovito nastupa u Hrvatskoj i inozemstvu, a od osnutka je izrastao u najveći muški pjevački zbor u Hrvatskoj.

## O Zboru
Konstituiranje i prva proba Zbora održana je 18. siječnja 2016. godine. Članovi Zbora sadašnji su i bivši studenti i djelatnici FER-a te drugih fakulteta Sveučilišta u Zagrebu, ali i ostali za pjevanje zainteresirani prijatelji i podupiratelji Fakulteta.
Na svojim koncertima Zbor izvodi pretežito klasičnu zborsku literaturu, posebice djela hrvatskih skladatelja. Osim a cappella skladbi klasičnoga repertoara od renesansne do suvremene glazbe, Zbor izvodi i klapske te skladbe suvremenog i popularnog višeglasja.
Članovi Zbora su do danas nastupali u Hrvatskoj (Zagreb, Glina, Pitomača, Hrvatska Kostajnica, Samobor, Tuhelj, Kaštela, Grabrovnica, Bakar, Split, Rovinj...) te gostovali u Sloveniji, Italiji, Kosovu, Srbiji i Francuskoj. Zbor gradi i njeguje sveučilišnu, ekumensku, međureligijsku i kulturnu suradnju te prijateljstvo s raznim akademskim, vjerskim i gradskim zborovima.

## Nagrade
- 8. međunarodno natjecanje Zlatna lipa Tuhlja – zlatna plaketa; Tuheljske Toplice,  2017.
- 2. međunarodno natjecanje pjevačkih zborova i vokalnih ansambala – srebrna plaketa; Zagreb, 2017.
- 9. međunarodno natjecanje Zlatna lipa Tuhlja – zlatna plaketa;  Tuheljske Toplice, 2018.
- 51. susreti hrvatskih pjevačkih zborova  – zlatna plaketa; Rovinj, 2018.
- 3. međunarodno natjecanje pjevačkih zborova i vokalnih ansambala  – zlatna plaketa; Zagreb, 2018.
- 22. međunarodni festival CRO Patria – zlatna plaketa; Split, 2018.
- 10. međunarodno natjecanje Zlatna lipa Tuhlja – zlatna plaketa; Tuheljske Toplice, 2019.
- 52. susreti hrvatskih pjevačkih zborova – srebrna plaketa; Rovinj, 2019.
- 23. međunarodni festival CRO Patria – zlatna i brončana plaketa; Split, 2019.

## Vanjske poveznice
- Fakultet elektrotehnike i računarstva / Život@FER / Kultura i umjetnost / Glazba: Akademski muški zbor FER-a
- YouTube: Akademski muški zbor FER-a
- Instagram: Akademski muški zbor FER-a